# Apollo 100

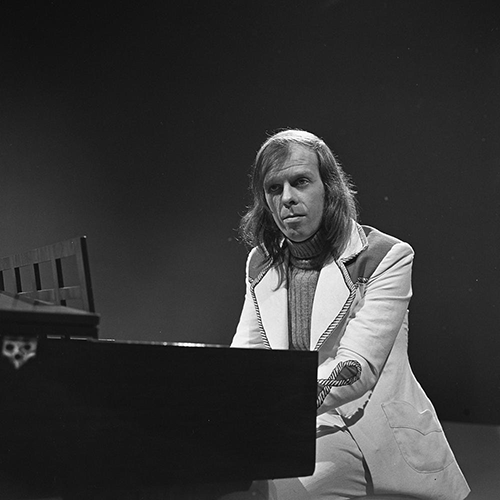
Tom Parker in 1972

Apollo 100 was een band die in 1972 is opgericht door Tom Parker. De band scoorde een bescheiden hit met het nummer Joy, gebaseerd op Jesus bleibet meine Freude BWV 147 van Johann Sebastian Bach. Het kwam in Nederland niet verder dan #21 in maart 1972 en stond totaal vier weken in de Top 40. In de Verenigde Staten belandde Joy in de top 10. Andere bekende titels van Apollo 100 zijn Telstar, eveneens uit 1972 en Besame Mucho wat #19 bereikte in de Top 40 van 14 april 1973 en totaal 6 weken in die hitlijst stond.
In 1973 ging de band alweer uit elkaar.

## Discografie

### Studioalbums
- 1972: Joy
- 1973: Master Pieces

### Compilaties
- 1979: Reach for the Sky

### Singles
- 1971: Joy
- 1972: Mendelssohn's 4th (Second Movement)
- 1972: Telstar
- 1973: Besame mucho